# Ataque a policías de Londres de 2017
El ataque a policías de Londres fue un incidente terrorista ocurrido en la entrada principal frente al Palacio de Buckingham en Londres, Inglaterra (Reino Unido) alrededor de las 20:15 hrs. local del 25 de agosto de 2017; cuando dos policías que custodiaban el lugar fueron atacados por un hombre armado con una espada al grito de "Alla U-Akbar"—Alá es grande— y luego fue reducido a tiros por los policías según informó la fiscalía. Fue esta misma quien más tarde confirmara que el incidente estaba relacionado con el terrorismo y la sección antiterrorista se hizo cargo del hecho.
El incidente ocurrió solo veinte minutos después de que un hombre atacara a militares en Bruselas con un arma blanca. Ambos incidentes no fueron relacionados.

## Atentado
El 25 de agosto de 2017 a las 20.15 horas local (UTC +1) un hombre de quien no se dio a conocer su identidad más que su edad de 26 años, condujo un Toyota azul en el área restringida del Palacio de Buckingham y se detuvo frente al vehículo policial y cuando los policías lo confrontaron, este alcanzó una espada de 122 centímetros que estaba localizada en el hueco del coche que condujo y atacó a dos policías con ella al grito repetitivo de "Allahu Akbar" hiriendolos en los brazos lo que provocó que el atacante fuera abatido a tiros. Los oficiales fueron atendidos en el lugar del ataque sin heridas de gravedad.

## Reacciones
La Primera ministra del Reino Unido, Theresa May tuiteó alabando la labor que los oficiales al —actuar "rápida y valientemente"—.
Por otro lado, el alcalde de Londres, Sadiq Khan agradeció a los policías por —"asegurarse de que ningún miembro del público resultara herido"—.
En el momento del incidente, la Reina Isabel II no se encontraba en la residencia pues pasaba sus vacaciones en el Castillo de Balmoral,en Escocia.

## Consecuencias
La calle que dirige a la entrada principal del palacio fue cerrada temporalmente y la seguridad se reforzó aún más.